# Храм святых первоверховных апостолов Петра и Павла (Алма-Ата)
Храм во имя первоверховных апостолов Петра и Павла — храм Астанайской и Алма-Атинской епархии в городе Алма-Ата на Улица Казыбек Тауасарулы, 14.

## История

### Основание и строительство храма
В начале 90-х годов, когда антирелигиозная и атеистическая идеология перестала быть основой государственной политики на территориях бывшего СССР, храмы и религиозные здания начали возвращать духовенству, однако храмов категорически не хватало, а те, что были, пребывали в аварийном состоянии. Город Алма-Аты в этом смысле не стал исключением.
25 декабря 1994 г. в органах юстиции РК зарегистрировали приход имени святых первоверховных апостолов Петра и Павла . Уже 15 февраля 1995 года, в однокомнатном молельном доме на ул. Первомайской, провели первую службу в честь праздника Сретения Господня.

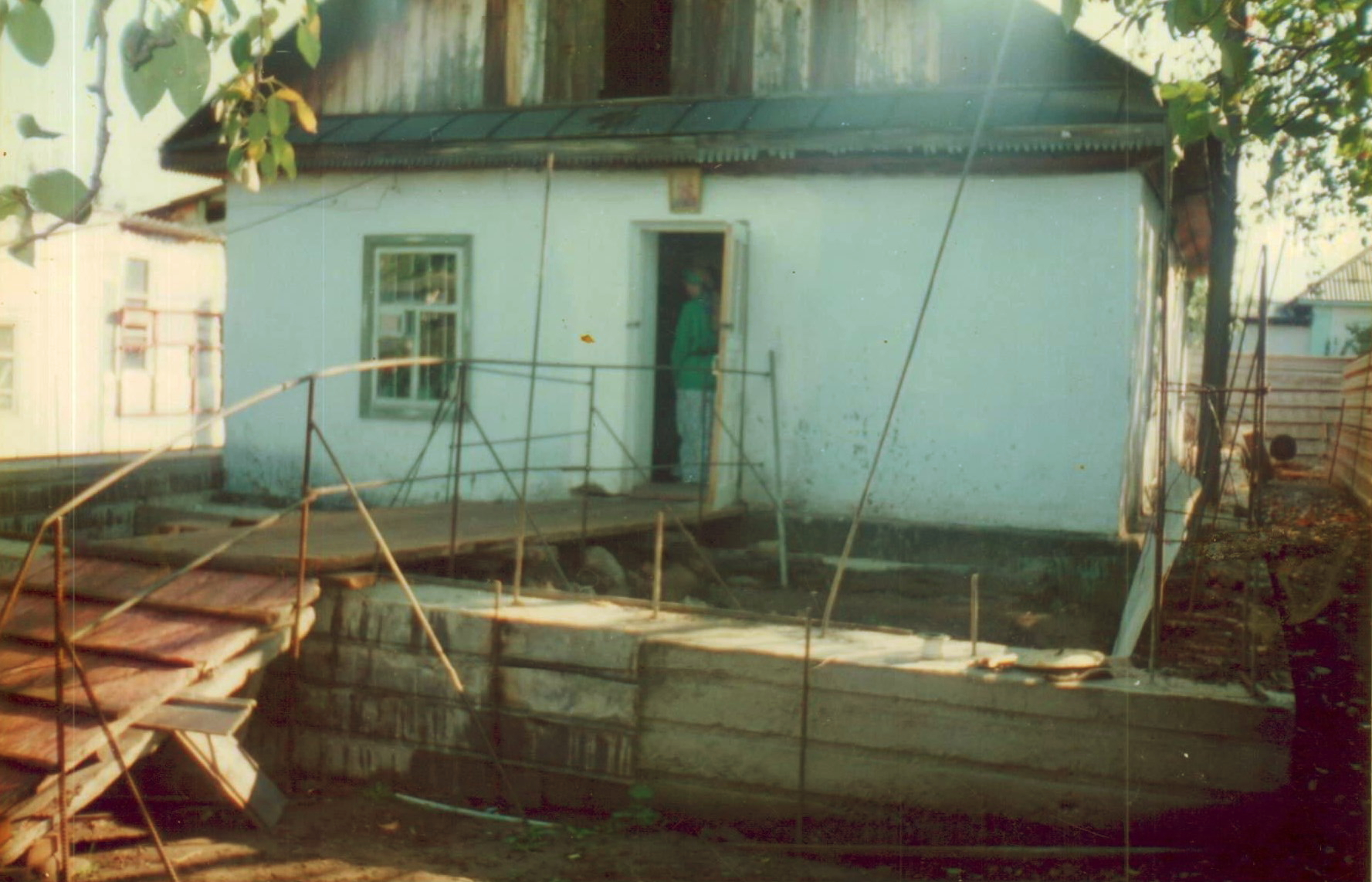
Молельный дом общины Петропавловского прихода 1996 г

Молельная комната была мала, во время служб места прихожанам не хватало. На Пасху 1995 года прихожане отстояли службу в тесноте, а большая часть желающих встречала праздник на улице, слушая литургию из открытого окна. Храм решили расширять, а на его расширение собрали деньги с прихожан и с щедрых филантропов. На собранные деньги решили купить дом поблизости. Первый же дом, в который первоначально постучался настоятель прихода, отец Владимир, оказался тем самым приобретённым домом для расширения. Интересно, что и об аренде, а тем более продаже данного дома собственники не объявляли, однако, как оказалось, собственники решили переехать в другой город буквально незадолго до того, как к ним с предложением о покупке постучались. Вскоре петропавловский приход получил сегодняшнюю землю под строительство храма  .
Дом, как и любая жилая недвижимость, под храм не подходит. Было необходимо его переоборудовать. Стараниями жертвователей, прихожан и простых людей средства были собраны и дом был перестроен, начались службы. На бывшем месте этого дома стоит настоящий Храм Петра и Павла.
Летом 1996 года уже всем миром разбирали постройки, а к концу лета заливали фундамент будущей церкви. Вокруг маленького дома стала появляться новая церковь. На стройке трудились семьями. Помогали тогда около 40 человек.
Весь 1997 год строили, клали кирпичи, штукатурили, собирали пожертвования и снова строили.
В первой половине 1998 года установили и освятили купола. Летом старый дом разобрали и вынесли старое строение из стен нового. Уже к августу 1998 храм подготовили к освящению.
10 августа 1998 года на праздник Смоленской иконы Божьей Матери владыка Алексий архиепископ Алматинский и Семипалатинский (ныне митрополит Тульский и Белевский, Глава Тульской Митрополии) освятил новый храм святых первоверховных апостолов Петра и Павла.

### Реконструкция храма
В середине 2000-х годов храм с трудом стал вмещать всех желающих. Как и десятилетие назад, встал вопрос о его реконструкции. И 12 июля 2009 года на праздник святых первоверховных апостолов Петра и Павла митрополитом Мефодием, возглавляющим Астанайскую кафедру (ныне митрополит Пермский и Кунгурский), была благословлена реконструкция храма.

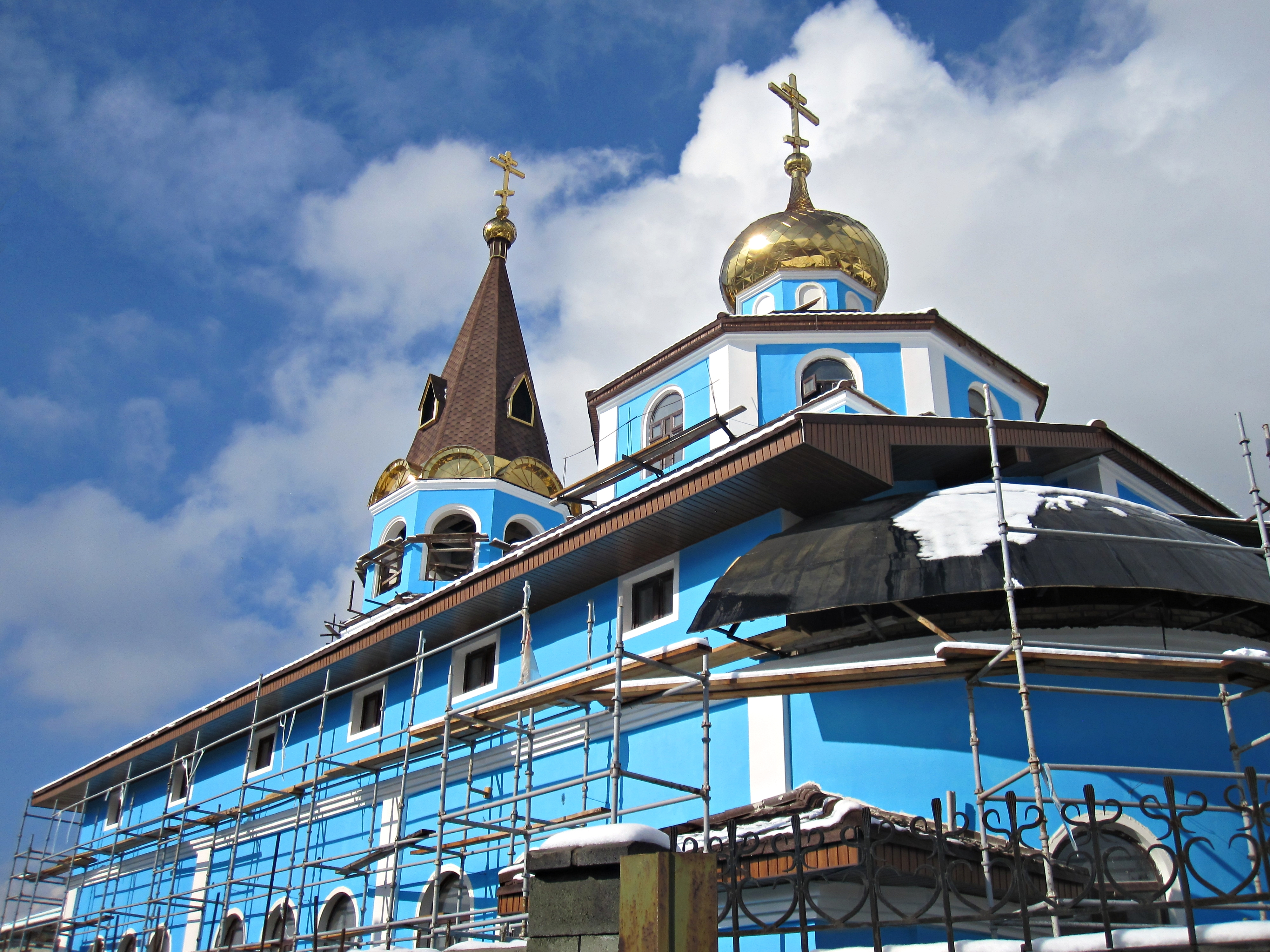
Реконструкция храма Петра и Павла 11 ноября 2014 г

В том же году с котлована и заливки фундамента началось строительство южного придела, вскоре появились и стены.
В декабре 2011 г. реконструкция была продолжена закладкой основания для северного придела храма.
К весне 2012 г. отстроен несущий монолитный каркас северного придела, стартовала подготовка к постройке колокольни.
30 марта 2012 г. в день памяти преподобного Алексия митрополит Астанайский и Казахстанский Александр провёл в храме Петра и Павла литургию Преждеосвященных Даров.
Летом-осенью 2012 г. на строительной площадке Петропавловского храма уже отстроили колокольню, а в сентябре начали демонтировать кровлю и купола, чтобы устроить обновлённую несущую металлоконструкцию, после чего к октябрю 2012 большой купол храма вернули на место.
К лету 2013 г. колокольня начала обретать свою окончательную форму, а в нижнем храме и сопутствующих подсобных помещениях проведена система отопления в виде теплых полов.
Что касается самой заметной для наблюдателя реконструкционной работы, ведущейся в самой верхней части храма, то здесь стоит отметить заливку пенобетоном четверика и подготовку опалубки для заливки цементом восьмерика, расположенных под центральным куполом храма. Вторая половина 2013: утепление эковатой, обрешетка, установка гидроизоляционной защиты, обшивка композитной черепицей. Также в это время были проведены работы по установке вентиляционной системы и прокладке электропроводки в верхней части храма.
Реконструкция в первой половине 2014 года затронула по большей части нижний крестильный храм, подготавливаемый на тот момент для переноса богослужений, и подсобные помещения цокольного этажа. Были проведены отделочные работы, в частности подшивка потолков и левкас стен, укладка напольного кафеля, ну а самое главное, в крестильном храме была установлена купель. Также для просфорной было закуплено оборудование: тестомес, раскатка и печь.
Осенью 2014 г. фасад нового храма приобрел так знакомые и полюбившиеся прихожанам небесно-голубые цвета. А внутри тем временем во всю шли работы по устройству нижнего крестильного храма. К декабрю в нижний храм был частично перенесен иконостас, а церковная лавка расположилась по правую сторону от центрального входа верхнего храма.
Но самой запоминающейся новостью декабря уходящего года стал заказ на облив колоколов для Петропавловского храма московскими мастерами.
14 января 2015 г. во время архипастырского визита с ходом реконструкции был ознакомлен Преосвященнейший владыка Геннадий, епископ Каскеленский. А 19 января на праздник Крещения Господне состоялась последняя служба в верхнем храме. Отныне богослужения стали проходить в нижнем храме, а наверху начался окончательный демонтаж стен первого храма.

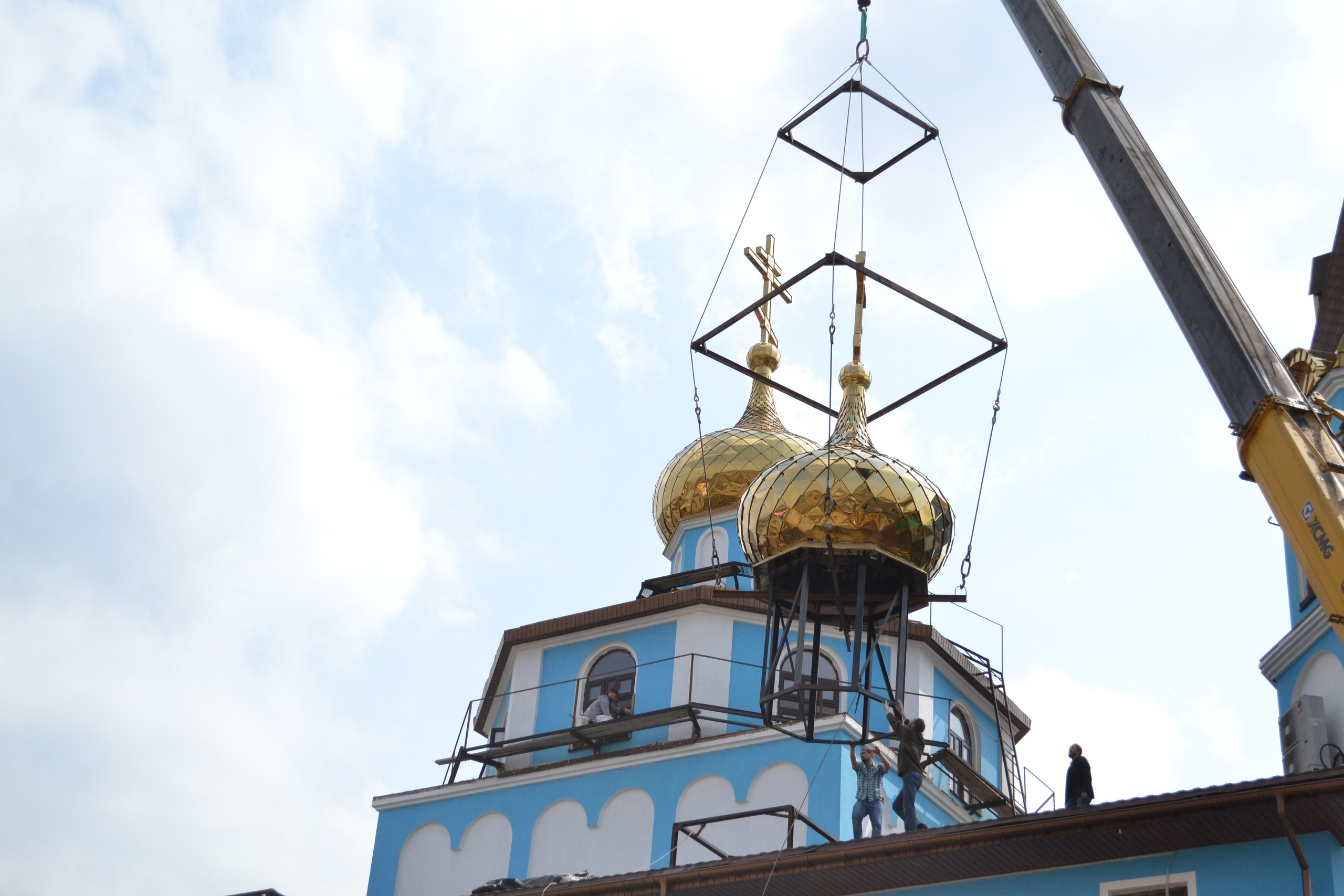
Установка куполов при реконструкции храма Петра и Павла 2015 г

7 апреля 2015 года крыша Петропавловского храма заблестела еще ярче, были установлены 4 новых купола, работа над которыми проходила здесь же, на территории храма. Вскоре установили и освященные колокола.
В 2016-2018 годах реконструкция храма уже носила более декоративный характер. На главном входе в храм были установлены красивые резные двери с изображениями святых апостолов Петра и Павла, святителя Спиридона Тримифунтского и святителя Николая Чудотворца, был установлен комплект блестяще выполненных паникадил.
В нижнем крестильном храме продолжилась роспись алтарных стен, а в алтаре верхнего храма была закончена укладка напольного кафеля. В течение всего периода времени велись работы над новым иконостасом, что в свою очередь стало практически завершающим этапом реконструкции храма.
28 октября 2018 года Глава Митрополичьего Округа в Республике Казахстан Митрополит Астанайский и Казахстанский Александр совершил второе в истории Петропавловского храма освящение .
С 15 июля 2022 года по апрель 2023 года в храме первоверховных апостолов Петра и Павла проводились работы по росписи стен. Роспись выполнена в традиционном стиле, характерном для православной церкви. Она включает в себя изображения святых, библейские сюжеты и орнаменты.

## Жизнь храма
Митрополит Астанайский и Казахстанский Александр регулярно совершает Литургию в храме святых Петра и Павла в г. Алматы, так как в храме хранятся важные православные святыни: мощи и части гробниц первоверховных апостолов Петра и Павла . 12 июля в день памяти апостолов Петра и Павла в храме совершает Божественную литургию и возглавляет службу сам митрополит Астанайский и Казахстанский Александр .
Местные меценаты, крупный бизнес и благотоворители участвуют в жизни храма, поддерживают учеников воскресной школы и проводят праздничные мероприятия с прихожанами храма. В январе 2024 прихожан храма Петра и Павла, во время празднования Рождества Христова, поздравила крупнейшая розничная сеть Казахстана - Magnum. Прихожане получили от представителей сети подарки .
Храм Петра и Павла оборудован для ныряния в прорубь во время одного из главных православных праздников – Крещение .
Храм Петра и Павла, а именно иерей Кирилл Громов и диакон Сергий Абдулаев, как представители храма, освещали православные куличи на Пасху 2024 года в пекарнях и магазинах крупнейшей торговой сети Казахстана - Magnum. 92.000 кулечей в г. Алматы были освещены храмом Петра и Павла .

## Духовенство храма

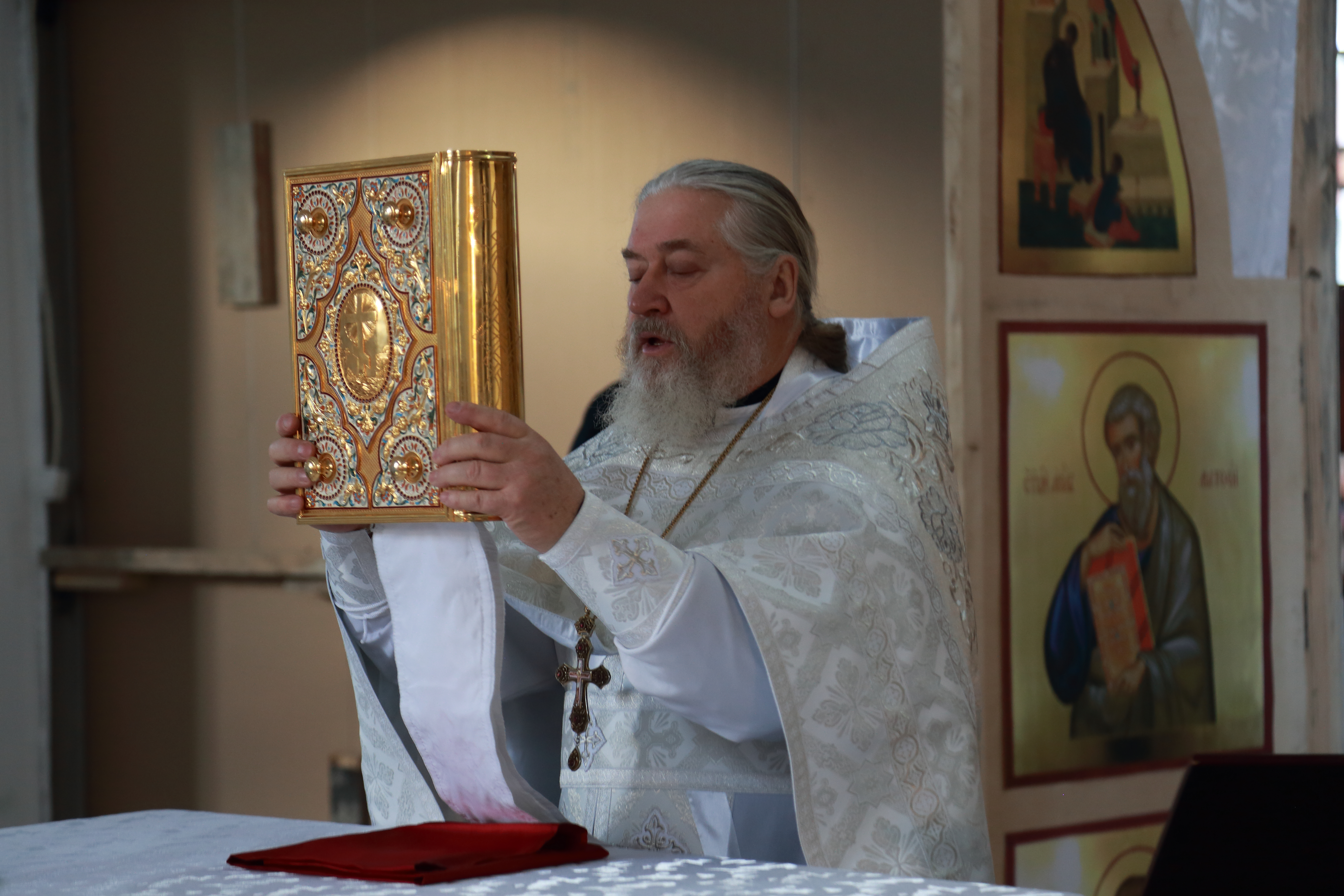
Настоятель Храма святых первоверховных апостолов Петра и Павла протоиерей Владимир Шкляр

Настоятель Храма святых первоверховных апостолов Петра и Павла митрофорный протоиерей Владимир Шкляр родился 28 апреля 1954 года . В 1974 году окончил Кременчугское летное училище гражданской авиации. Позже, по распределению, попал в Алма-Ату и устроился на работу в Бурундайский авиационный объединенный авиаотряд. Здесь он проработал командиром эскадрильи вплоть до выхода на пенсию в 1992 году. В 1993 году 14 января отец Владимир был рукоположен во диакона архиепископом Алматинским и Семипалатинским Алексием и был назначен клириком Покровского храма г. Алматы.
Спустя некоторое время, 10 августа 1993 года владыка Алексий рукополагает отца Владимира во священники с направлением в храм Христа Спасителя г. Алматы. А в 1995 г. отец Владимир становится настоятелем Петропавловского храма. Женат, имеет 4 детей. Двое из них, сыновья, пошли по стопам отца и стали священнослужителями. Один, иерей Андрей Шкляр, является клириком Вознесенского кафедрального собора, другой, протоиерей Кирилл Шкляр, - ключарь храма святых апостолов Петра и Павла.
- Протоиерей Кирилл Шкляр. Родился 20 октября 1981 года. Дата назначения в Петропавловский Храм: со 2 марта 2007 года по настоящее время.

- Иерей Максим Лысенко. Родился 23 февраля 1981 года. Дата назначения в Петропавловский храм: с 1 декабря 2010 года по на настоящее время.

- Иерей Кирилл Громов. Родился 26 апреля 1989 года. Дата назначения в Петропавловский храм: с 1 сентября 2021 года по настоящее время.

- Иерей Сергей Абдулаев. Родился 1 августа 1992 года. Дата назначения в Петропавловский храм: с 1 января 2017 года по настоящее время.

- Дьякон Константин Чупаченко. Родился 4 июля 1957 года. Дата назначения в Петропавловский храм: с 12 июля 2016 года по настоящее время.

## Святыни храма

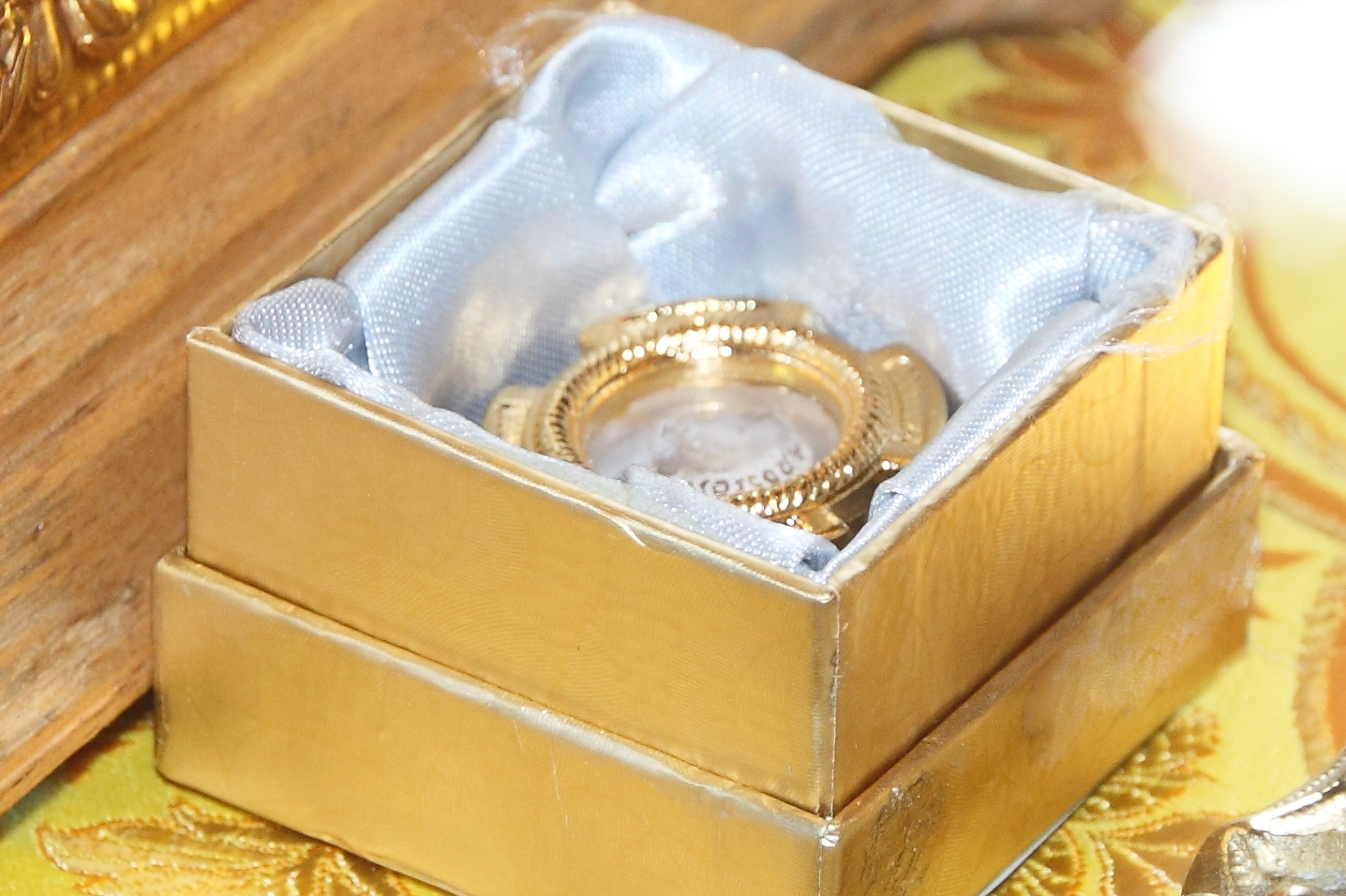
Мощевик с частицами мощей первоверховного апостола Петра святых храма Петра и Павла г. Алматы

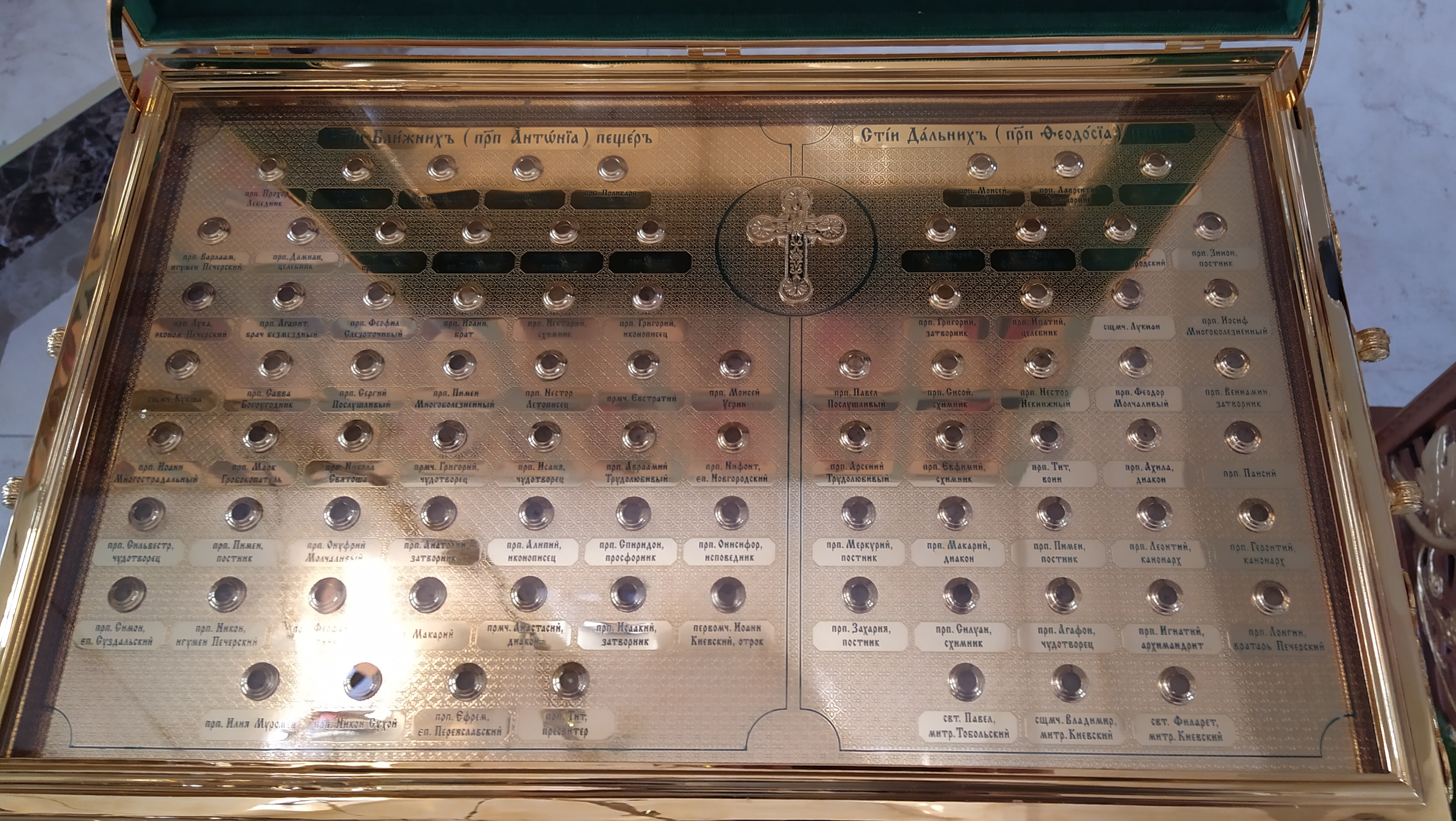
Мощевик с частицами мощей Киево-Печерских святых храма Петра и Павла г. Алматы

В 2001 году иеромонах Амфилохий (Бондаренко) благочинный Усть-Каменогорского церковного округа, настоятель Покровского храма г. Усть-Каменогорска, преподнёс петропавловскому приходу частицы мощей святого апостола Павла .
В 2012 году, нынешним Главой Митрополичьего Округа в Республике Казахстан митрополитом Астанайским и Казахстанским Александром храму Петра и Павла в г. Алматы были подарены мощи святого апостола Петра. На сегодняшний день храм обладает мощами обоих его святых покровителей. Помимо этого, храму были переданы еще несколько святынь, среди которых частицы гробниц апостолов Петра и Павла, а также мощевики с частицами мощей святых как дальнего зарубежья, так и русских угодников Божиих, в том числе исповедников и новомучеников казахстанских.
- Икона святых первоверховных Апостолов Петра и Павла с частицами их мощей. По четвергам перед образом небесных покровителей храма служатся молебны.
- Икона Божией Матери «Знамение» византийского письма
- Икона блаженной Матроны Московской с частицей мощей
- Чудотворный Иверский образ Пресвятой Богородицы. Перед иконой также по средам совершается молебен о здравии
- Мощи Святой и Праведной Анны

Мощевик с частицами мощей Киево-Печерских святых:
- Святые Ближних (прп. Антония) пещер: (Прп. Прохор Лебедник; Прп. Иоанн, постник; Прмч. Василий и др.)
- Святые Дальних (Прп. Феодосия) пещер: (Прп. Моисей, чудотворец; Прп. Лаврентий, затворник; Прп. Иларион, схимник и др.)

Частицы мощей святых как апостольских времен, так и современных, среди которых и исповедники, и новомученики Казахстанские:  (Вмч. Димитрий Солунский; Вмч. Георгий, Победоносец; Сщмч. Владимир Лепсинский и др.)

## Воскресная школа храма

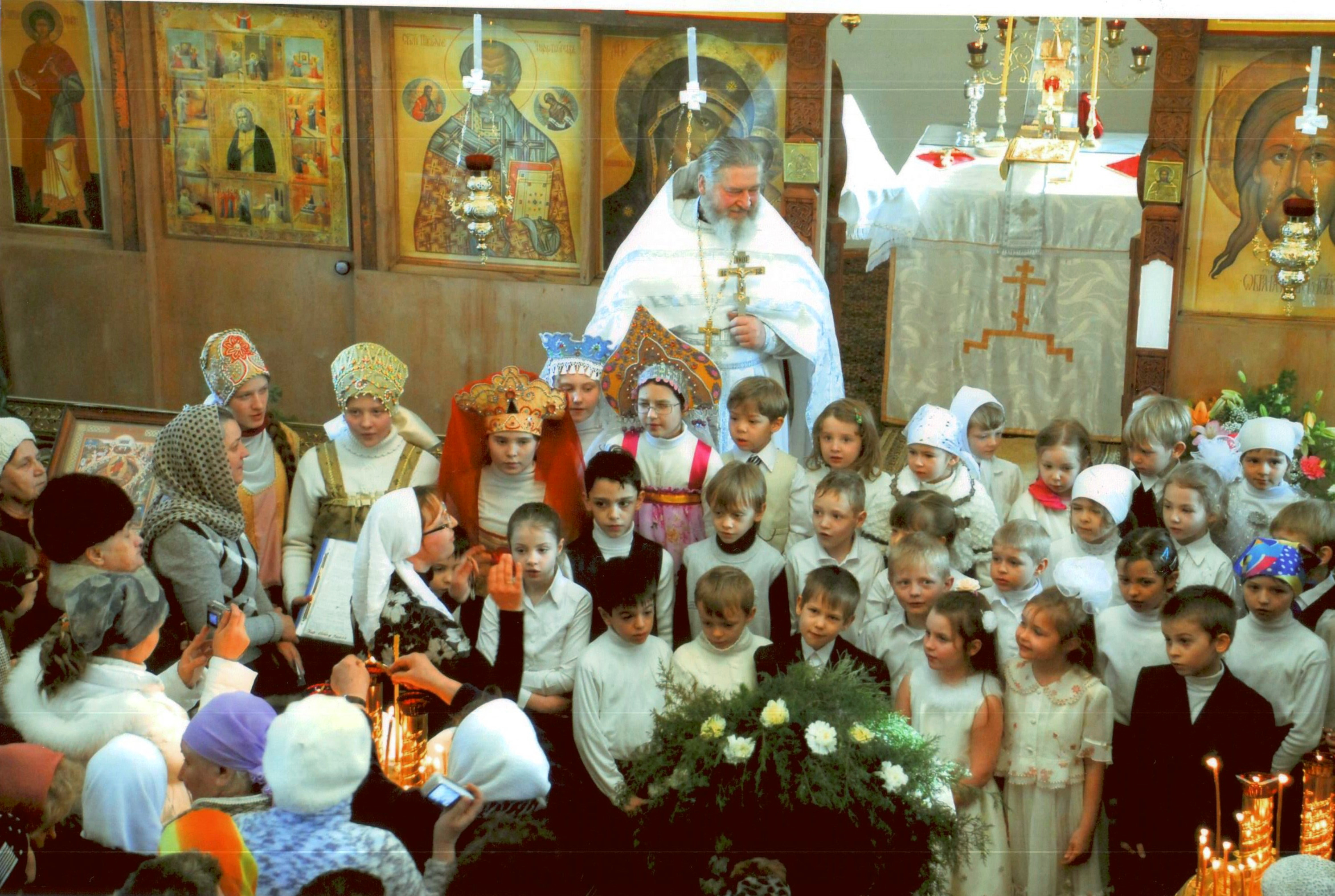
Ученики воскресной школы храма Петра и Павла г. Алматы

В 1997 году при Петропавловском храме появился детский хор, и скоро звонкие детские голоса раздались под сводами новостроящегося храма. Начала развиваться воскресная школа, которая функционирует и по сей день благодаря трудам и заботе не только отца настоятеля, но и ее бессменного директора Коровиной Инны Николаевны, а также преподавателей школы. Воспитанники школы изучают Закон Божий, православный катехизис, Священную историю. Также проводятся занятия по рукоделию, изобразительному искусству и песнопению. 
Ребята регулярно участвуют в утренниках и выступлениях, приуроченных к церковным праздникам, а также во всевозможных общегородских и епархиальных конкурсах и фестивалях, за что не раз удостаивались почетных наград .

## Молодежная жизнь храма
С начала 2019 г, по благословлению настоятеля отца Владимира, при храме святых апостолов Петра и Павла действует молодежный клуб «Илиотропион» . Цель клуба – создание площадки для содержательного и плодотворного общения молодых прихожан храма. На субботних встречах в здании воскресной школы ребята изучают Священное Писание и Предание Церкви, делятся своими мыслями, узнают что-то новое. Помимо этого, в рамках молодежного клуба организуются паломнические поездки, выезды на природу, которые сопровождаются совместной молитвой и душеполезным общением.

## Библиотека храма

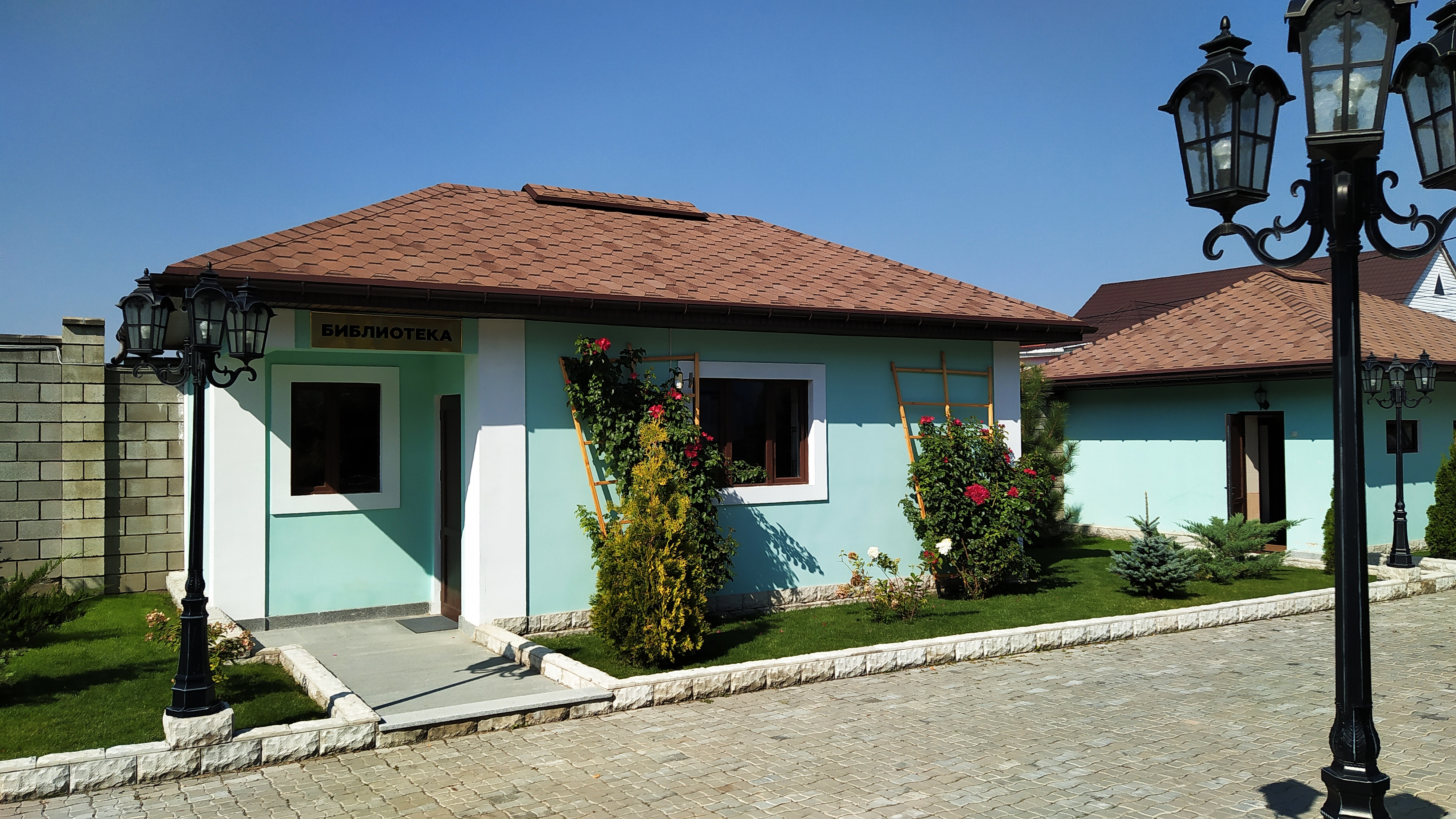
Библиотека храма Петра и Павла г. Алматы 2019 г

При Петропавловском храме существует библиотека. В самом начале библиотека храма располагалась в небольшом вагончике, служившим первое время вдобавок и воскресной школой, и ризничной. Позже, когда строительство храма и трапезной было завершено, необходимость в его универсальности отпала, и до 2015 года вагончик целиком и полностью был посвящен кладезям знаний на бумажных носителях. На сегодняшний день библиотека Петропавловского храма имеет свое отдельное уютное и просторное здание, где каждый желающий может воспользоваться книжным фондом храма Петра и Павла.